# FMK-3
El FMK-3 es un subfusil argentino de fuego selectivo, accionado por retroceso de masas, diseñado por Fabricaciones Militares en 1974. Es un arma calibre 9 mm, con una cadencia de tiro de seiscientos cincuenta disparos por minuto. Hay disponibles cargadores de veinticinco, treinta y dos y cuarenta balas para el FMK-3. Hacia 1991, se habían producido treinta mil ejemplares para el Ejército Argentino. Las variantes con culatas fijas denominadas FMK-4 son casi exclusivamente de uso de las fuerzas policiales. El FMK-3 también se produce para el mercado civil en versión semiautomática, llamada FMK-5.

## Desarrollo
Hace ya varias décadas, Argentina inició la adopción de subfusiles o pistolas ametralladoras (en adelante PA) procedentes de distintos países para sus fuerzas armadas y de seguridad. La gran variedad de modelos, principalmente de origen alemán y estadounidense, junto a sus diferentes cartuchos como el 9 x 19 Parabellum y el .45 ACP, complicaron su estandarización. 
Hacia la década de 1940, la fábrica Metalúrgica Centro, aprovechando que se había vuelto imposible la adquisición procedente del extranjero de este tipo de armas por los conflictos europeos, produjo bajo la marca Halcón el modelo MP (modelo pesado). Se trataba de un arma de manufactura y calidad superlativa, semejante a un MP 18 o un Thompson 1921. Más adelante, sus elevados costes de producción facilitaron el nacimiento del modelo LM (modelo liviano), más económico pero con la seguridad y calidad del modelo anterior. Ambas armas estaban calibradas para disparar cartuchos 9 x 19 Parabellum y .45 ACP. Otras armas pioneras de esta categoría de PA, como por ejemplo las MEMS y las producidas por HAFDASA, con sus Ballester Rigaud a la cabeza, quedaron para siempre en la historia argentina en lo que se refiere a pistolas ametralladoras. También cabe mencionar que, debido la Guerra del Chaco (entre Paraguay y Bolivia) y a otros conflictos armados, ingresaron de manera ilegal subfusiles de todas las partes imaginables del mundo que fueron parte del mercado negro.
En la década de 1950, la FMAP DM (Fábrica Militar de Armas Portátiles Domingo Matheu), perteneciente a la Dirección General de Fabricaciones Militares, adquirió los derechos de producción de una pistola ametralladora extranjera, en concreto una copia del M3A1 estadounidense, más conocido como “Grease Gun”. Esta versión argentina disparaba el cartucho 9 x 19 Parabellum, a diferencia del .45 ACP del modelo original. La DGFM lanzó dos versiones denominadas PAM 1 y PAM 2, con y sin seguro de empuñadura. Posteriormente, esta misma empresa decidió encarar a principios de la década de 1970 el proyecto de crear un arma diferente a lo clásico, usando el sistema de cerrojo telescópico (que envuelve la recámara y parte del cañón) y un original cargador insertado en el pistolete. Este cargador que había sido diseñado por Jaroslav Holecek a mediados de 1946 reducía notablemente el tamaño del arma. Se popularizó gracias al CZ-23/25 y posteriormente también fue adoptado por el MAC de Ingram y el Z-84 de Star. Nacía así la PA-3 DM, conocido posteriormente como FMK-3.

## Diseño
Este subfusil argentino dispara el cartucho 9 × 19 Parabellum y aloja su cargador en el pistolete, que a su vez contiene los sistemas del gatillo y el seguro. Por encima del pistolete, aparece un cajón de mecanismos donde se aloja el cerrojo y el muelle recuperador. Por último, un cañón con ánima cromada de gran dureza asoma libremente por delante de la rodela que lo fija, típico para el disparo desde transportes blindados.
El diseño de la mayor parte de los subfusiles contemporáneos, que presentan el cargador delante del pistolete, se basa en un cañón fijo que va sujeto al cajón de mecanismos y con un gran porcentaje de este fuera del propio cajón. Además, disponen de un cerrojo que se desplaza adelante y atrás gracias a la acción de un muelle. Las dimensiones de un arma de estas características, como por ejemplo un Halcón MP, un ML, o un Thompson, estaban determinadas por el tamaño del cerrojo y la distancia de retroceso contra el muelle recuperador. Por este motivo, y para compactar el arma, la FMK-3 dispara a cerrojo abierto no calzado (blowback), por simple inercia de masas, y emplea un cerrojo telescópico (overhung-bolt). 
En el sistema de cerrojo telescópico, el muelle recuperador que cumple la función de muelle real está enrollado alrededor del cañón. De esta forma, el mismo muelle helicoidal permanece cautivo y retenido por una traba adecuada. Gracias a este sistema integral, cerrojo, cañón y resorte forman un grupo único cuando se desarma el arma, como si se tratara de la corredera de una pistola tradicional.
El FMK-3 está construido en chapa de acero estampada con nervaduras de refuerzo, tanto en la parte superior como la inferior del cajón de mecanismos. Algunas otras partes del arma están unidas mediante soldadura por arco o sujetas por remaches. Los pernos pasantes están asegurados por arandelas elásticas, mientras que para poder sujetar el arma con las dos manos, el FMK-3 tiene un guardamano o chimaza de plástico fabricada en dos partes y sujeta por dos tornillos laterales. Por otro lado, cabe destacar que su pistolete de acero estampado carece de cualquier tipo de cacha adicional, una solución rápida y económica pero criticable cuando se acciona el arma con las manos desnudas en zonas con frío extremo. Para paliar esta deficiencia, no le vendría mal una cacha envolvente de goma o al menos dos paneles plásticos como en una pistola tradicional. 
En las primeras series, el FMK se presentó con tres versiones de culata: enteriza fija de plástico, fija de madera, y plegable de alambre. Sobre el lado izquierdo del cajón de mecanismos se encuentra la palanca para armar y llevar el cerrojo en su posición retrasada. Esta palanca tiene un guardapolvo deslizante que evita la entrada de elementos extraños en el interior del arma. Sobre el mismo lado pero en la parte trasera se halla el portacorreas trasero. El delantero, en versiones primitivas, es similar al del Uzi, aunque luego pasó a ser cautivo y giratorio en la rodela que sujeta el cañón al cajón de mecanismos. Precisamente, sobre el cajón de mecanismos se encuentran los mecanismos de puntería: un punto de mira protegido por un túnel y un alza ortóptica de librillo regulable lateralmente y con posiciones para alcances de cincuenta y cien metros. Toda ella protegida por orejetas laterales. La ventana de expulsión es de dimensiones discretas y está ubicada a la derecha del mencionado cajón.
Los cargadores rectos, con capacidad de veinticinco, treinta y dos y cuarenta cartuchos, están fabricados en chapa de acero. Son muy robustos, lo que evita problemas de alimentación. El retén del cargador se encuentra en la base del pistolete y es accionado por medio de un botón ambidiestro de fácil acceso. El nivel general de acabados del arma es bueno, típico de las armas militares producidas en masa a bajo costo. Sus partes están tratadas térmicamente en función de cada pieza, lo que se traduce en un seguro y eficaz funcionamiento general. El acabado final del arma es un fosfatado con recubrimiento de pintura de alta resistencia a la abrasión y que protege de la oxidación.

## Variantes y versiones
El término FMK-4 hace referencia a la versión que tiene culata fija, tanto en las primeras series de madera como en las últimas producciones de plástico de alto impacto. Por su parte, el FMK-5 es un modelo semiautomático que aparece en la década de 1990 derivado del FMK-3. En realidad, se trata de dos armas iguales en prácticamente todos los sentidos, eso sí, sin la posibilidad de disparar en modo automático. Al FMK-5 también se le conoce como «de uso civil», por haberse vendido bastante entre legítimos usuarios del tiro deportivo, y de «escoltas», al haberse usado en agencias de seguridad privada y tareas similares. Si bien sigue estampado F.M.K.3 Cal 9 mm, tiene una pintura habano oscuro en vez del clásico color negro, y dice expresamente en su costado derecho, parte delantera: SEMI - AUTO. 
Dentro del campo deportivo, en Argentina el FMK-5 se usa en distintas modalidades de tiro, incluso con algunas modificaciones realizadas por armeros, entre las que se incluyen el montaje de visores de punto rojo. Hoy en día, y debido a nuevas disposiciones que limitan la tenencia de armas parecidas a las militares (subfusiles y fusiles de asalto semiautomáticos), se hace difícil obtener la correspondiente autorización para la adquisición de este tipo de armas por parte de civiles.

## Usuarios
- Argentina[3]
  - Ejército Argentino
  - Gendarmería Nacional Argentina
  - Policía Federal Argentina
  - Servicio Penitenciario Federal
  - Policías provinciales
- Bolivia[4]
  - Ejército de Bolivia
  - Fuerza Aérea Boliviana
  - Policía Nacional de Bolivia
- Croacia[5]
- El Salvador[6]
- Perú [cita requerida]
- Uruguay[7]
  - Ejército Nacional (Uruguay)
  - Policía Nacional de Uruguay

### Armas similares
- Ingram MAC-10
- Sa vz. 23
- Uzi

### Listas relacionadas
- Anexo:Equipamiento del Ejército Argentino
- Anexo:Equipamiento de la Armada Argentina